# Pixel 7
Pixel 7及Pixel 7 Pro是由Google发布的Android智能手机，为Pixel 6系列的后继机型。Google在2022年5月的Google I/O大会上发布Pixel 7系列的预告，后于2022年10月6日的Made by Google线下发布会上正式发布该系列机型，并开放预售。2022年10月13日，两款手机在全球部分国家和地区正式发售。

## 历史
2022年5月，Google在I/O大会上公开Pixel 7及Pixel 7 Pro的外观及部分细节，并预告将在同年北半球秋季正式推出这两款手机，Google表示Pixel 7系列将使用第二代Tensor系统芯片。据报道，Google早在2021年10月时便已在进行第二代Tensor芯片的研发。2022年9月，Google宣布将在10月6日的Made by Google发布会上发布Pixel 7系列的同时，也公布第二代Tensor芯片的正式名称“Tensor G2”。同年10月6日，Google举办Made by Google线下发布会，正式发布包括Pixel 7及Pixel 7 Pro在内的各大新硬件产品，这是2019冠状病毒病疫情暴发以来Google首次举办线下新品发布会，与此同时，包括Google Store、Google Fi等在内的各大渠道也开放Pixel 7系列手机的预订。两款手机于10月13日开始在全球部分国家和地区正式发售。

## 规格

### 設計
Pixel 7系列包含的颜色版本包括“雪花白”（Snow）、“曜石黑”（Obsidian）、“香茅绿”（Lemongrass）和“雾灰色”（Hazel），其中“香茅绿”为Pixel 7独有，而“雾灰色”则为Pixel 7 Pro独有。以下是Pixel 7及7 Pro各颜色版本的示例图：
| Pixel 7 | Pixel 7 | Pixel 7 |        | Pixel 7 Pro | Pixel 7 Pro | Pixel 7 Pro |
|         |         |         |        |             |             |             |
| 香茅綠  | 雪花白  | 曜石黑  | 霧灰色 | 雪花白      | 曜石黑      |             |

Pixel 7系列大体上继承前代Pixel 6系列的设计语言，即正面采用正上方单挖孔全面屏设计，背面采用三段式设计，并以拍摄模块隔开顶部与底部，惟拍摄模块颜色不再是纯黑色，而是取决于具体的颜色版本，其中“曜石黑”版为暗灰色，“雪花白”版为银色，“香茅绿”版为金色，“雾灰色”版则为铜色。
手机整体材质方面，两款机型正面及背面均采用康宁大猩猩玻璃Victus屏幕。拍摄模块则与侧面边框融为一体，其中Pixel 7采用哑光铝合金，Pixel 7 Pro则采用抛光铝合金。屏幕规格方面，Pixel 7的尺寸为6.3英寸，屏幕高宽比为20:9；Pixel 7 Pro的尺寸为6.7英寸，屏幕高宽比则为19.5:9。

### 硬件
Pixel 7系列两款机型均支持高刷新率，其中Pixel 7支持90Hz刷新率，Pixel 7 Pro则支持120Hz刷新率。分辨率方面，Pixel 7的屏幕分辨率为1080P，Pixel 7 Pro则为1440P。内存方面，Pixel 7配备8GB内存，而Pixel 7 Pro的内存则为12GB。存储方面，Pixel 7提供128GB和256GB两种版本，Pixel 7 Pro则提供128GB、256GB和512GB三种版本。续航方面，Pixel 7的电池容量为4355mAh，略小于Pixel 6，Pixel 7 Pro的电池容量则与Pixel 6 Pro相近，为5000mAh。充电方面，Pixel 7系列也与前代基本保持一致，均支持30W的有线充电及双向无线充电，其中Pixel 7支持的无线充电功率为21W，Pixel 7 Pro则为23W。
生物识别手段方面，Pixel 7系列在前代屏下指纹识别的基础上，追加面部识别，Pixel 7系列也成为Pixel 4系列后又一款支持面部识别的Google Pixel机型。与Pixel 4系列依赖Motion Sense来进行面部识别不同的是，Pixel 7系列使用基于前置摄像头的2D平面识别技术来识别人脸。考虑到安全性问题，Pixel 7系列的人脸识别仅能用于解锁屏幕，不能用于其他应用程序。除此之外，Pixel 7系列的人脸识别在弱光环境下准确率也会受到影响。
Pixel 7系列所有版本均支持6GHz以下频段的5G信号，其中Pixel 7的AT&T和Verizon合约机，及Pixel 7 Pro的澳大利亚版、美国版和日本版还额外提供对毫米波的支持。

#### 系统芯片
Pixel 7系列搭载由Google自研的Tensor G2系统芯片，该定制芯片与前代搭载的Tensor芯片同样采用5纳米制程生产。Tensor G2的CPU除中核由前代的2核Cortex-A78更换为2核Cortex-A76外，其余与前代保持一致，GPU以Arm Mali-G710 MP7取代前代的Arm Mali-G78 MP20，TPU相比前代有显著升级。Google表示，Tensor G2能在降低一半功耗的同时将语音与文字转换的效率提升70%，语音翻译也能在功耗减少20%的情况下将速度提升60%。

#### 相机
Pixel 7系列与前代一样在后背均配备凸起较为明显的横向摄像模组，其中Pixel 7的后背摄像模组内包含一个5000万像素广角镜头、一个1200万像素超广角镜头、一个激光对焦传感器和一个闪光灯，Pixel 7 Pro则在Pixel 7的基础上额外新增一个4800万像素长焦镜头。前置摄影方面，Pixel 7与Pixel 7 Pro均配备一个1080万像素镜头。视频拍摄方面，Pixel 7系列所有的摄像镜头均支持拍摄60帧的4K视频及10-bit HDR视频。

### 軟件
Pixel 7及Pixel 7 Pro的出厂原装系统为Android 13。Google计划为该机型提供五年的安全更新支持，其中前三年还会提供额外的系统更新支持。2024年12月上旬，Google宣布Pixel 7系列机型的系统更新支持额外延长两年。
另外，Google自Pixel 7系列开始取消了对32位应用程序的支持，Pixel 7系列也成为世界上首部默认仅支持64位应用程序的Android手机机型，Google表示，移除用于支持32位应用程序运行的代码后，手机的CPU性能有一定提升，可用内存空间也有所增加。功能方面，Pixel 7在前代Pixel既有功能的基础上，改善了夜间拍摄和真实色调的拍摄特性，并新增引导入镜（Guided Frame，用于辅助视力障碍人士自拍）、照片去模糊（Photo Unblur）、电影式模糊（Cinematic Blur）等功能。Snapchat和TikTok也为Pixel 7系列手机提供了对10-bit HDR视频的支持，作为与Google合作的一部分。另外，部分国家和地区的用户在购买Pixel 7或7 Pro并安装2022年12月的功能更新后，可免费享用Google One的VPN服务，无需额外付费。

## 生产与销售
Pixel 7及7 Pro作为Google Pixel系列旗舰机型，按惯例依旧由富士康代工生产，受地缘政治问题及2019冠状病毒病疫情防控影响，Google此次开始将Pixel 7系列的部分生产线从中国大陆迁至越南，Google计划在Pixel 8系列推出前将至少一半的Pixel旗舰手机生产线迁至越南。产量方面，据日本经济新闻报道，Google已要求代工厂生产超过800万部Pixel 7系列手机，并希望2023年的智能手机销量能比2022年多出一倍。
销售国家和地区方面，Pixel 7及Pixel 7 Pro在前代Pixel 6系列（澳大利亚、加拿大、法国、德国、意大利、爱尔兰、日本、新加坡、西班牙、台湾、英国和美国（含波多黎各））的基础上，新增丹麦、荷兰、挪威、瑞典和印度这5个国家，其中印度时隔4年再度迎来Pixel旗舰机型的销售，另外4个国家则均是首次销售Pixel系列手机。销售渠道方面，除印度市场主要透过经销商Flipkart销售以外，其余所有支持国家和地区均可透过各自的Google Store购买。
2023年2月初，时任Google首席执行官孙达尔·皮柴在2022年第四季度财报的电话会议上表示，Pixel 6和7系列是Google历年来推出的最畅销机型，Google Pixel系列手机在所有销售市场的占有率均有提升。

## 评价
《连线杂志》的朱利安·乔卡图（Julian Chokkattu）给予Pixel 7系列手机8分的评分（满分为10分），他称手机价格具备竞争力，外观设计奢华，屏幕显示与前代相比更明亮且更流畅，但还可以再亮一些，照片拍摄整体表现优异，视频拍摄表现尽管有进步但仍逊于iPhone，面部识别虽方便，但使用场景有限。CNN Underscored的马克斯·布翁东诺（Max Buondonno）称手机显示亮度较前代更亮，外观设计高端大气，新一代芯片给手机带来更强性能，拍摄表现能跟上苹果和三星，但也批评手机续航表现并不理想，充电速度较慢，面部识别并不安全，且手机容易发热。The Verge的艾莉森·约翰逊（Allison Johnson）给予两部手机7分的评分（满分为10分），她对两部手机屏幕的尺寸和亮度，以及生物识别解锁的速度均表示满意，并称拍摄表现也能跟得上市场竞争，但也指出一部分新的AI特性“平淡无奇”。CNET的莉萨·伊迪奇科（Lisa Eadicicco）和安德鲁·兰克松（Andrew Lanxon）分别负责对Pixel 7和Pixel 7 Pro的评测，其中伊迪奇科给予Pixel 7手机8.8分的评分（满分为10分），兰克松则给予Pixel 7 Pro手机9.0分的评分（满分为10分），两人都赞扬各自评测机型优雅的外观及拍摄表现，但也都认为手机续航有待提升。